# NGC 1455
NGC 1455 este o galaxie situată în constelația Eridanul. A fost descoperită în  de către Francis Leavenworth.